# یتیم‌ها (فیلم ۱۹۸۷)
یتیم‌ها (انگلیسی: Orphans) فیلمی به کارگردانی آلن جی پاکولا است که در سال ۱۹۸۷ منتشر شد. از بازیگران آن می‌توان به آلبرت فینی، متیو موداین، کوین اندرسون و آنتونی هیلد اشاره کرد.